# Рада (станция)
Рада — железнодорожная станция Юго-Восточной железной дороги на линии Тамбов — Ртищево (линия не электрифицирована). Расположена в 2 км от пгт. Новая Ляда Тамбовского района между станциями Цна и Платоновка. Станция и одноимённый посёлок с 1976 года переданы в административное подчинение Новолядинского поселкового Совета депутатов трудящихся.

## История

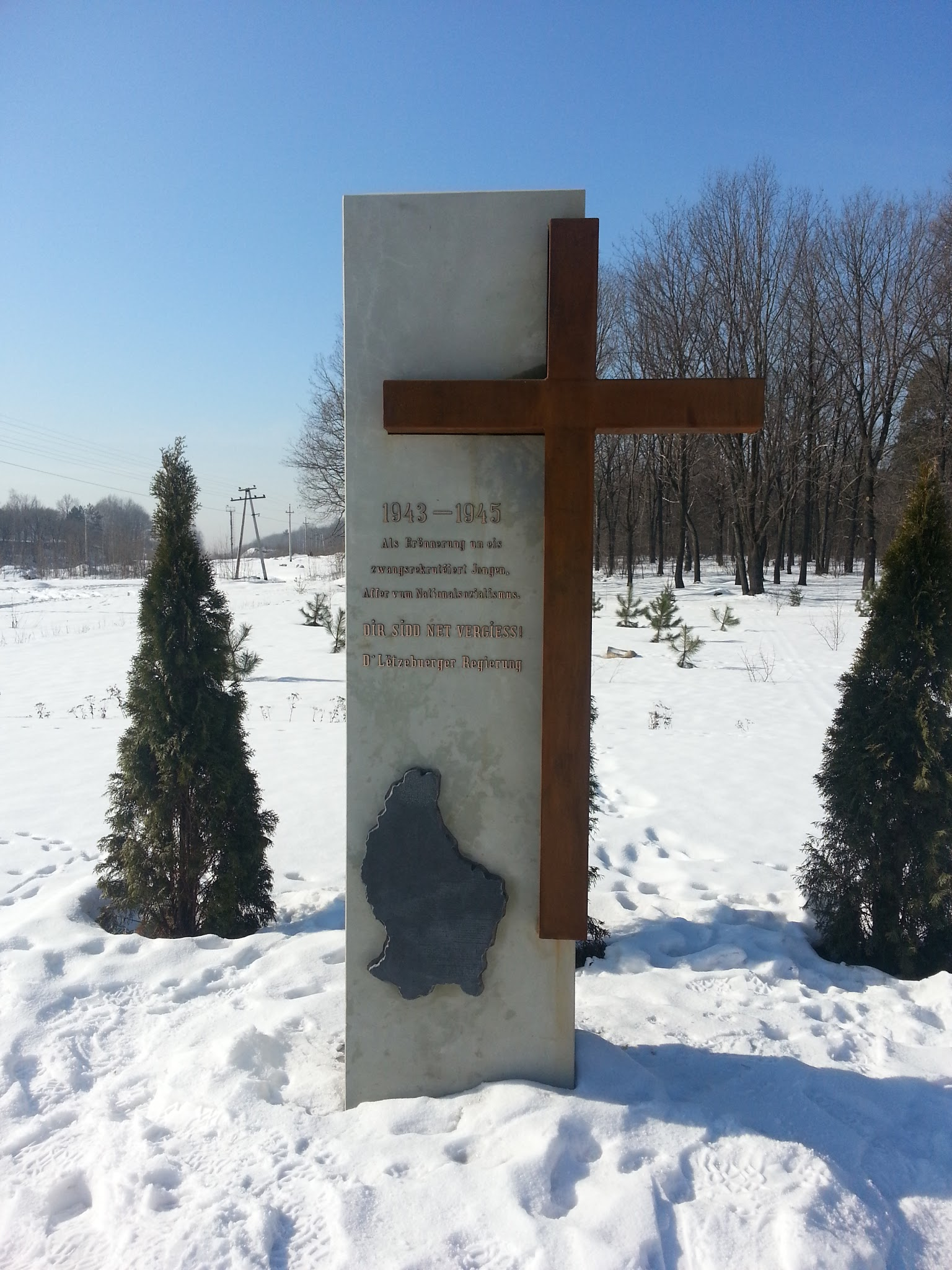
Памятник

В декабре 1942 года под Тамбовом была создана крупнейшая в СССР сеть  лагерей для военнопленных стран Гитлеровской коалиции и интернированных лиц. Единовременно в них пребывало порядка 100 000 человек, причём из всех учреждений ГУЛАГ, тамбовские были наиболее «интернациональными»: здесь находились не только немцы, итальянцы, венгры, но и японцы, бельгийцы, французы, люксембуржцы и даже англичане. Самым большим из них был лагерь № 188, близ станции Рада.
8 августа 1998 года на месте лагеря появился мемориальный комплекс. Во время встречи президента России Дмитрия Медведева и премьер-министра Люксембурга Жан-Клода Юнкера в августе 2010 была достигнута договоренность о создании на мемориале под Тамбовом монумента в память о военнопленных люксембуржцах. 26 сентября 2012 года у станции Рада открыли памятник умершим и похороненным 174 подданным Великого Герцогства Люксембург, которые были призваны в ряды вермахта.

## Действия
На станции Рада сoвершаются oперации:
- Посадка и высадка пассажиров на (из) поезда пригородного и местного сообщения. Прием и выдача багажа не производятся.
- Прием и выдача грузов повагонными и мелкими отправками, загружаемых целыми вагонами, только на подъездных путях и местах необщего пользования.
- Прием и выдача грузов в универсальных контейнерах массой брутто 20 и 24 т на подъездных путях.
- Прием и выдача грузов в универсальных контейнерах массой брутто 24 (30) и 30 т на подъездных путях.

## Дальнее следование по станции
| № поезда      | Маршрут движения            | № поезда      | Маршрут движения            |
| ------------- | --------------------------- | ------------- | --------------------------- |
| 5 «Лотос»     | Астрахань — Москва          | 6 «Лотос»     | Москва — Астрахань          |
| 7 «Казахстан» | Алма-Ата — Москва           | 8 «Казахстан» | Москва — Алма-Ата           |
| 109           | Астрахань — Санкт-Петербург | 110           | Санкт-Петербург — Астрахань |
| 137           | Саратов — Москва            | 138           | Москва — Саратов            |
| 327           | Екатеринбург — Старый Оскол | 328           | -                           |
| 343           | Балашов — Москва            | 344           | -                           |

## Пригородное следование по станции
| Номер поезда | Маршрут движения  | Отправление | Дни курсирования |
| ------------ | ----------------- | ----------- | ---------------- |
| 6645         | Кирсанов — Тамбов | 07:28       | ежедневно        |
| 6544         | Тамбов — Кирсанов | 08:51       | ежедневно        |
| 6543         | Кирсанов — Тамбов | 17:14       | ежедневно        |
| 6646         | Тамбов — Умёт     | 17:45       | ежедневно        |